# Université nationale de l'administration publique
L'université nationale de l'administration publique (en hongrois : Nemzeti Közszolgálati Egyetem) est l'une des universités de Budapest, fondée en 2011. Elle est l'héritière de l'université de Défense nationale Miklós Zrínyi (Zrínyi Miklós Nemzetvédelmi Egyetem, ZMNE) fondée en 1996, de l'École supérieure de police (Rendőrtiszti Főiskola) et de la faculté de sciences de l'administration publique de l'Université Corvinus de Budapest (Budapesti Corvinus Egyetem Közigazgatástudományi Kar).
Le siège de l'institution se situe dans les anciens locaux de l'Académie militaire royale hongroise Ludovika, qui a fait l'objet d'importants travaux de restauration.

### Sites universitaires

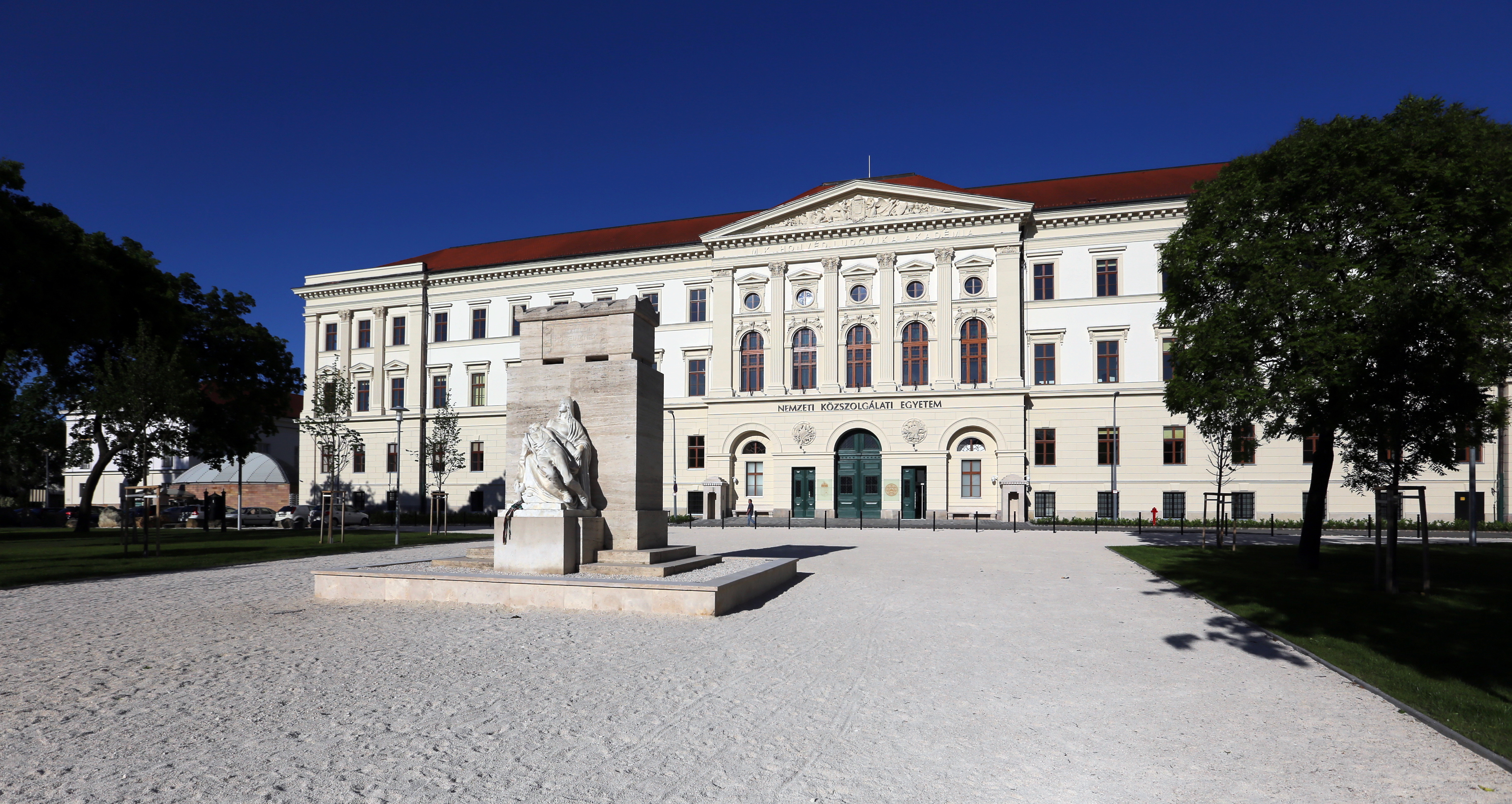